# Serge Ducosté
Serge Ducosté (* 4. Februar 1944 in Port-au-Prince; † 5. Juli 2024) war ein haitianischer Fußballspieler.

## Karriere

### Verein
Im Verein spielte Ducosté von 1973 bis 1975 für Aigle Noir AC.

### Nationalmannschaft
Sein Debüt für Haiti gab Ducosté am 
23. November 1968 bei einem Spiel gegen Trinidad und Tobago, welches Haiti mit 4:0 gewinnen konnte.
Er war auch während Haitis bisher einziger WM-Teilnahme im Jahr 1974 im Kader. Dort war er gegen Argentinien im Einsatz, das Spiel verlor Haiti mit 4:1. Insgesamt kam er auf 14 Einsätze für sein Land.

## Tod
Ducosté starb am 5. Juli 2024 im Alter von 80 Jahren.